# Миньківці (Білоцерківський район)
Ми́ньківці — село в Україні, у Сквирській міській громаді Білоцерківського району Київської області, що розташоване за 3 км від центру старостинського округу та за 20 км від центру громади.
Межує з такими населеними пунктами: на півдні — с. Кривошиїнці, Цапіївка; на південному-заході — с. Вербівка, на сході — с. Малі Лисівці і на півночі — Соколів Брід.
Миньківці разом з селом Малі Лисівці підпорядковані Малолисовецькому старостинському округу Сквирської міської громади. Населення становить 581 особа.

## Населення
За даними всеукраїнського перепису населення 2001 року в селі мешкало 581 особа:
| українська | 568 | 97,76 |
| російська  | 11  | 1,89  |
| інші       | 4   | 0,35  |

## Географія
Миньківці розташовані в крайній західній частині Сквирського району. Поверхня території горбиста, у північній частині лісиста, розчленована долиною річки Атока, ярами та балками.

### Клімат
Клімат є помірно континентальним.

### Ґрунти
Ґрунти — чорноземи малогумусні. Є поклади глини, запаси піску.

### Водойми

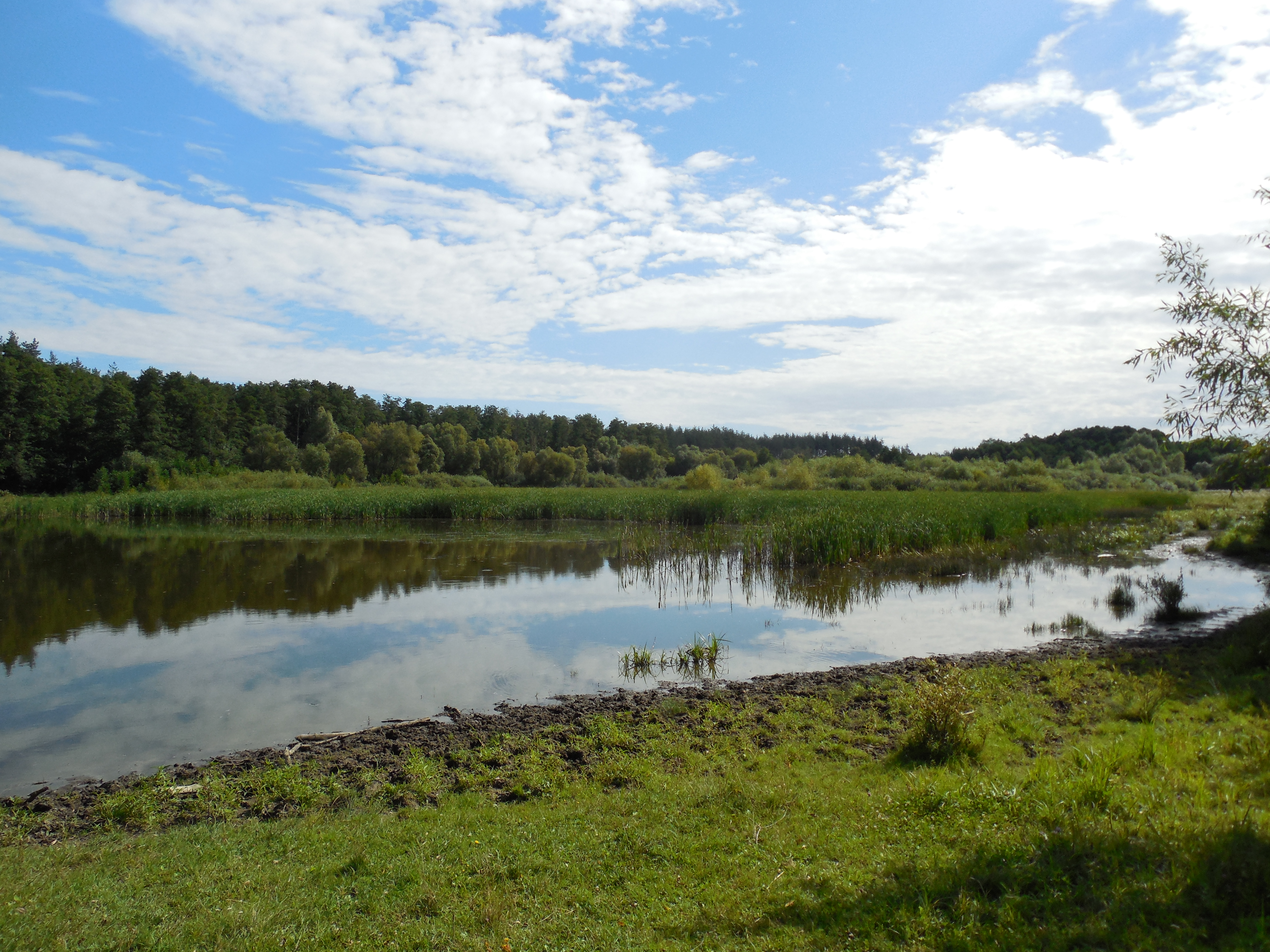
Ставок Цап на р. Атока

Селом протікає потік Атока, притока річки Роставиці. Назва потоку має литовське походження і означає «відгалуження річкового русла, рукав, стариця, яка заповнюється водою під час повені».

### Флора, фауна
Рослинний покрив представлений: кущами — ліщина, калина, бузина, терен, травами — папороть, суниця, конвалія, герань лісова та різні злакові. Дерева представлені грабом, дубом, липою, берестом, кленом, ясеном, осикою, яблунею, грушею, березою, вербою, сосною. Дика флора — ковил, типчак, тонконіг, пирій, горицвіт — збереглася подекуди на схилах балок, оскільки решта площі розорана під сільськогосподарські культури. На околицях села та в лісі водяться зайці, лисиці, дикі кабани, їжаки, тхори, кроти, ховрахи, кажани, миші польові, вужі, ящірки, жаби трав'яні й ропухи. Із птахів — горобці, синиці, щиглі, сірі ворони, сороки, сизоворонки, дятли, шпаки, чайки, ластівки, чорногузи, дикі голуби, качки. В річці Атока та ставках — окуні, плітки, лини, в'юни, карасі, коропи.

## Етимологія
Назва села Миньківці, можна гадати, походить від власного імені Мина, Минко (грец. Μηνάς — місяць, місячний), або від назви річкової прісноводної риби з сімейства тріскових Минь, Миньок (лат. Lota lota), що могла раніше водитись у місцевих водоймах. Подібні топоніми зустрічаються й в інших країнах, зокрема у Польщіпол. Minken, Minkowskie, Minkowice, походження яких дослідник топоніміки Сілезії Генріх Адами пояснює у своїй книзі, як старопольська форма німецького імені Minkowicz і означає «Село Святого Миколая» (нім. Dorf der St. Nicolaus).

## Історія
Вперше село Миньківці, як Слобода Миньковецького згадується 1610 р. у переліку сіл, які у спадок за заповітом після смерті князя Романа Ружинського, власника тамтешніх земель, отримала його дружина Софія Карапчийовська, яка проживала на той час у Паволочі.
З початком Визвольної війни українського народу під проводом Богдана Хмельницького тутешні землі опинились у вирі буремних подій. У 1648 р. було утворено Паволоцький полк. Організатором полку був паволоцький війт, син священика з Миньківців, Іван Аврамович Куцевич-Миньківський, який з початком Хмельниччини у травні 1648 р. підняв проти поляків мешканців навколишніх сіл. Землі Миньківців з яких він родом, та інших навколишніх сіл були надані у володіння Івану Куцевичу-Миньківському за бойові заслуги. Згодом після його смерті за наказом Богдана Хмельницького землі Миньківців та сусіднього села Вербівка, були повернуті його дітям, про що Хмельницьким 19(27) червня 1657 р. в Чигирині був виданий відповідний Універсал.
Миньківці неодноразово потерпали від ворожих нападів. В інвентарі Паволочі і сіл, які до неї належать, написаного під час вступу до тих маєтностей Яна Олександра Конецпольського 20 січня 1683 р. зазначається, що Миньківці (Minkowa Wolica) і решта сіл були пусті. Новий власник віддав їх у оренду відповідно до контракту в 1701 р. за 18 тисяч Якубу Ледуховському.
В XVIII ст. село у складі ружинських володінь належало князям Любомирським, послідовно: Юрію — воєводі сандомирському, Йосипу — сину його, Станіславу і Касперу. По смерті Каспера в 1780 р. перейшло до його дочки Софії, що була одружена спочатку з Яковом Протопотоцьким, а після розлучення з ним, за генералом Валеріаном Зубовим, а після його смерті з Уваровим.
Миньківці другої половини XIX ст. описує Лаврентій Іванович Похилевич в своїй книзі «Сказания о населённых местностях Киевской губернии», яка була видана в 1864 р.. Зокрема він пише: «Миньківці, село при невеликій річечці, що зветься Атокою, яка впадає в Роставицю; від Паволочі в 10-ти верстах. Мешканців обох статей: православних — 560, римо-католиків — 20. Прихідна церква Свято-Воздвиженська, дерев'яна, побудована в 1794 р., а в 1851 р. відновлена. До її побудови існувала старіша, про яку в візиті (Паволоцького деканату 1741 р.) йдеться про те, що побудована вона в 1726 р.; прихожан мала 30 дворів в Миньківцях і 4 в Вербівці. За штатом перебуває в 6-му класі зі зменшеною платнею для священика до 67 рублів, а для дяка до 24 рублів. Церкві належить 87 десятин землі. В Миньківському приході перебуває також село Соколів Брід, що розташоване за 4 версти.»
На початку 1880-х рр. в Миньківцях — колишньому власницькому селі Кривошиїнецької волості Сквирського повіту Київської губернії мешкало 513 осіб, налічувалось 65 дворів, існувала православна церква та постоялий дім.
За переписом 1897 р. кількість мешканців зросла до 927 осіб (474 чоловічої статі та 453 — жіночої), з яких 909 — православної віри.
Важкі випробування випали на долю Миньківців і всієї України на початку ХХ ст.. Перша світова війна, Революція, Визвольні змагання, окупація російських комуністів, Голодомори, репресії, Друга світова війна — забрали багато життів і завдали неоціненних втрат селу. Особливо трагічною подією був штучно створений комуністичним режимом геноцид української нації — Голодомор 1932—1933 рр., який забрав життя мільйонів людей. У Миньківцях загальна кількість померлих від голоду — 382 особи; кількість розкуркулених — 4 родини. 2004 р. на сільському кладовищі встановлено пам'ятний знак «Жертвам Голодомору 1932—1933 років», автори пам'ятника Гаврилюк І. І. та Гаврилюк Р. І. Мартиролог жителів села Миньківці — жертв Голодомору 1932—1933 рр. укладений за свідченнями очевидців Чвирук О. М.,1913 р.н.; Луценко В. О.,1921 р.н.; записаними у 2007—2008 роках Мельник Г. А.,секретарем Малолисовецької сільської ради.
| Список жителів села Миньківці — жертв Голодомору 1932—1933 років |
| --- |
| * Поліщук Микола Семенович * Поліщук Віктор Семенович * Поліщук Галина Семенівна * Бойко Надія Семенівна * Григоренко Іван Денисович * Назаренко Михайло Євмин. * Колесник Павло Євминович * Колесник Степан Євминович * Колесник Андрій Євминович * Бойко Іван Денисович * Москалюк Олена Дмитрівна * Левчук Кузьма Дмитрович * Левчук Лідія Кузьмівна * Лувчук Іван Дмитрович * Савчук * Сідлецький Серафим * Сідлецький Іван * Сорока Іван Григорович * Сорока Данило Григорович * Сорока Марина * Сорока Микола Антонович * Сорока Лукаш Антонович * Марчук Микола Степанович * Марчук Іван Степанович * Марчук * Марчук Оксана Степанівна * Макарчук Галина Степанівна * Глабець Микола Степанович * Бойко Галина Степанівна * Бойко Лідія Андріївна * Андрощук Григорій Іванович * Андрощук Мина Іванович * Андрощук Марина Іванівна * Бойко Харитон * Явлюк Михайло * Явлюк Антося * Явдюк Марія * Явдюк Неля * Явдюк Ольга * Григоренко Марина * Левчук Тодосія Кузьмівна * Цапок Василь * Цапок Софія * Цапок Мартин * Григоренко Олексій * Григоренко Олександр * Максименко Степан * Максименко Маруся * Максименко Олександр * Степанович * Бойко Миша Сидорович * Бойко Сидор * Максименко Захар * Максименко Текля * Григоренко Міша * Григоренко Гриша * Григоренко Василь Лаврин. * Григоренко Микола Лаврин. * Григоренко Федора Лаврин. * Майданський Міша * Майданська Наталія * Закутенко Тодося * Закутенко Настя * Бунич Надія * Бунич Іван * Чихмиз Олена * Бунич Олена * Полішук Григорій * Поліщук Олена * Григоренко Надія * Григоренко Марина * Григоренко Віра * Григоренко Микола * Григоренко Митрофан * Григоренко Ганна * Бойко Григорій * Колесник Степан * Колесник Павло * Пума Марина * Пума Антон * Пума Гриша * Пума Оксана * Бойко Гаша * Бойко Оксана * Бойко Пилип * Бойко Олександр * Григоренко Надія * Григоренко Іван * Іванюк Лисавета * Іванюк Федір * Іванюк Микола * Іванюк Олена * Іванюк Надія * Григоренко Іван * Григоренко Ярина * Григоренко Віра * Диченко Никифор * Диченко Степан * Полішук Пилип * Григоренко Савка * Григоренко Михайло * Григоренко Василь * Григоренко Павло * Григоренко Лукаш * Григоренко Софія (невістка) * Григоренко Степан * Григоренко Марина * Григоренко Надія * Григоренко Іван * Макснменко Яків Гаврилович * Максименко Онопрій, 2 сини * Григоренко Іван Абрамович * Григоренко Віра * Григоренко Іван * Григоренко Василь * Григоренко Іван * Григоренко Наталка * Поліщук Григорій * Григоренко Андрій * Баланчук Гаврило * Баланчук Антоніна * Харченко Михайло Федорович * Левчук — батько, мати, 2 сини * Миколюк — батько, мати, брат * Григоренко Надія Семенівна * Григоренко — син * Сідлецький Остап * Сідлецька Устина * Сідлецький Федір * Сідлецький Лукаш * Сідлецька Серафима * Сідлецька Марія * Колесник Павло * Колесник Марія * Колесник Савел * Колесник Марина * Колесник — дочка, син * Карпінський * Карпінська Федора * Карпінський Михайло * Карпінська Маруся — дитина * Левчук Прокоп * Левчук Данило * Левчук Олена * Левчук Омелян * Луценко Семен * Луценко Микола * Луценко Людмила * Григоренко Михайло * Григоренко Югина * Григоренко Павло * Григоренко Марія * Григоренко Охрім * Григоренко Харитон * Рикалюк Галина |
| |

1937 р. сталінським режимом було продовжено рух на знищення українського народу. Було розпочато каральні репресії. Особливо під них потрапляли ті, хто мав власну думку і не схвалював дій радянської влади. В Миньківцях в грудні 1937 р. за доносом місцевої влади та зфальшованими обвинувачуваннями був заарештований та Трійкою УНКВС по Київській області 22 грудня 1937 р. засуджений до розстрілу корінний житель села українець Диченко Лука Тарасович, 1877 року народження. Вирок виконано 13 січня 1938 р.. Місце поховання ймовірно, Биківнянські могили, поблизу Києва. Був реабілітований у 1989 р..
Трагічними були й роки німецько-радянської війни 1941—1945 рр.. Село було окуповане німцями з 15 липня 1941 р. по 28 грудня 1943 р.. З війни не повернулися 76 місцевих жителів, розстріляно в тюрмах 3 особи. Нагороджені орденом Великої Вітчизняної війни — 2 особи, орденом Слави ІІІ ступеня — 4 особи, орденом Червоної Зірки — 5 осіб, медалями — 80 осіб. На честь них в селі встановлено пам'ятний меморіал.
В 1946—1947 рр. село знову потерпало від чергового голоду в Україні, який тоталітарна влада влаштувала після руйнівної війни, що двічі пройшла українською землею. Провадження голоду відбувалося шляхом пограбування села через здійснення репресивної хлібозаготівельної та податкової політики, насильницькі зверхнадмірні зернопоставки.
В 1970-1990-ті рр. значно активізувалось індивідуальне житлове будівництво, спостерігалось незначне покращення життя та умов праці.
Після Чорнобильської трагедії 26 квітня 1986 р. в селі було збудовано близько 100 житлових будинків для переселенців з забруднених радіацією північних районів Житомирської та Київської області, а також значно покращена інфраструктура села.

## Сучасність

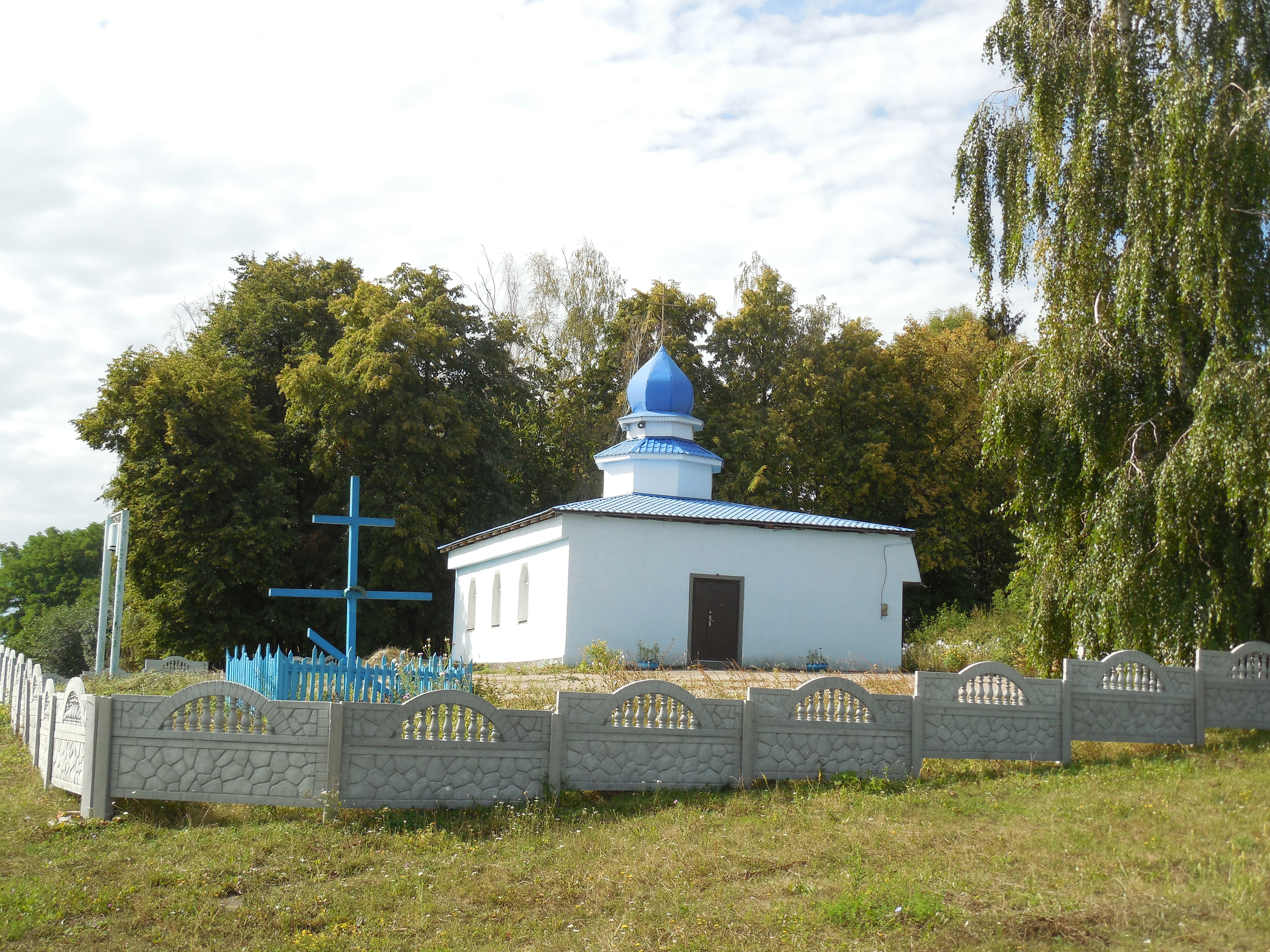
Церква Святої Великомучениці Варвари (УПЦ КП)

На сьогодні у Миньківцях діють сільський клуб, ФАП, кілька магазинів, відділ зв'язку, бібліотека. На території села працюють сільськогосподарські підприємства: ТОВ «Дружні сходи», ПП Бондарчук Л. М. Діє постійне автобусне сполучення зі Сквирою та Києвом. У Миньківцях створено Громадську організацію Місцевий розвиток села — «Разом дієвіше» в рамках проекту ПРООН, яка реалізувала мікропроект «Спорудження водонапірної свердловини в с. Миньківці». Зареєстровано релігійні громади: ХВЄ «Заповіт» та Українська Православна Церква (КП) Святої Варвари, що здійсніють богослужіння у власних приміщеннях. В районному футбольному чемпіонаті село представляє місцева команда «Фортуна» — переможець турніру в 2013 р..
Кілька жителів села беруть активну участь у війні на сході України. 13 травня 2014 — в бою біля Слов'янська загинув уродженець села — Славіцький Олег Вікторович — сержант, стрілець-номер обслуги аеромобільно-десантного взводу 4-ї аеромобільно-десантної роти 2-го аеромобільно-десантного батальйону 95-ї окремої аеромобільної бригади Високомобільних десантних військ Сухопутних військ Збройних Сил України. 19 липня 2014 р. — за особисту мужність і героїзм, виявлені у захисті державного суверенітету та територіальної цілісності України, вірність військовій присязі під час російсько-української війни, відзначений — нагороджений орденом «За мужність» III ступеня (посмертно). На фасаді школи с. Малі Лисовці, де навчався Олег Славіцький йому було встановлено меморіальну таблицю.
На вимогу Закону України «Про засудження комуністичного та націонал-соціалістичного (нацистського) тоталітарних режимів в Україні та заборону пропаганди їхньої символіки» в селі було перейменовано вулицю Котовського — на вулицю Відродження, вулицю Леніна — на вулицю Квітнева, вулицю Радянське Прикарпаття — на вулицю Прикарпаття.. Щороку 28 серпня мешканці села Миньківці святкують День соборності села.

## Відомі люди
Народилися:
- Грінченко Галина Феодосіївна — українська радянська діячка, вчителька Попільнянської середньої школи Житомирської області, доцент кафедри педагогіки та методики початкового навчання Житомирського державного університету імені Івана Франка. Депутат Верховної Ради УРСР 9-го скликання. Кандидат педагогічних наук.
- Марія Кагальна — українська письменниця, член міжрегіональної спілки письменників України та літературного об'єднання ім. Б. Горбатова.
- Лисюк Панас Павлович (1922—2012) — український літературознавець, критик і публіцист, кандидат філологічних наук (1976), член Національної спілки письменників України (1954).
- Олег Славіцький (1975—2014) — сержант Збройних сил України. Учасник війни на сході України.

## Галерея

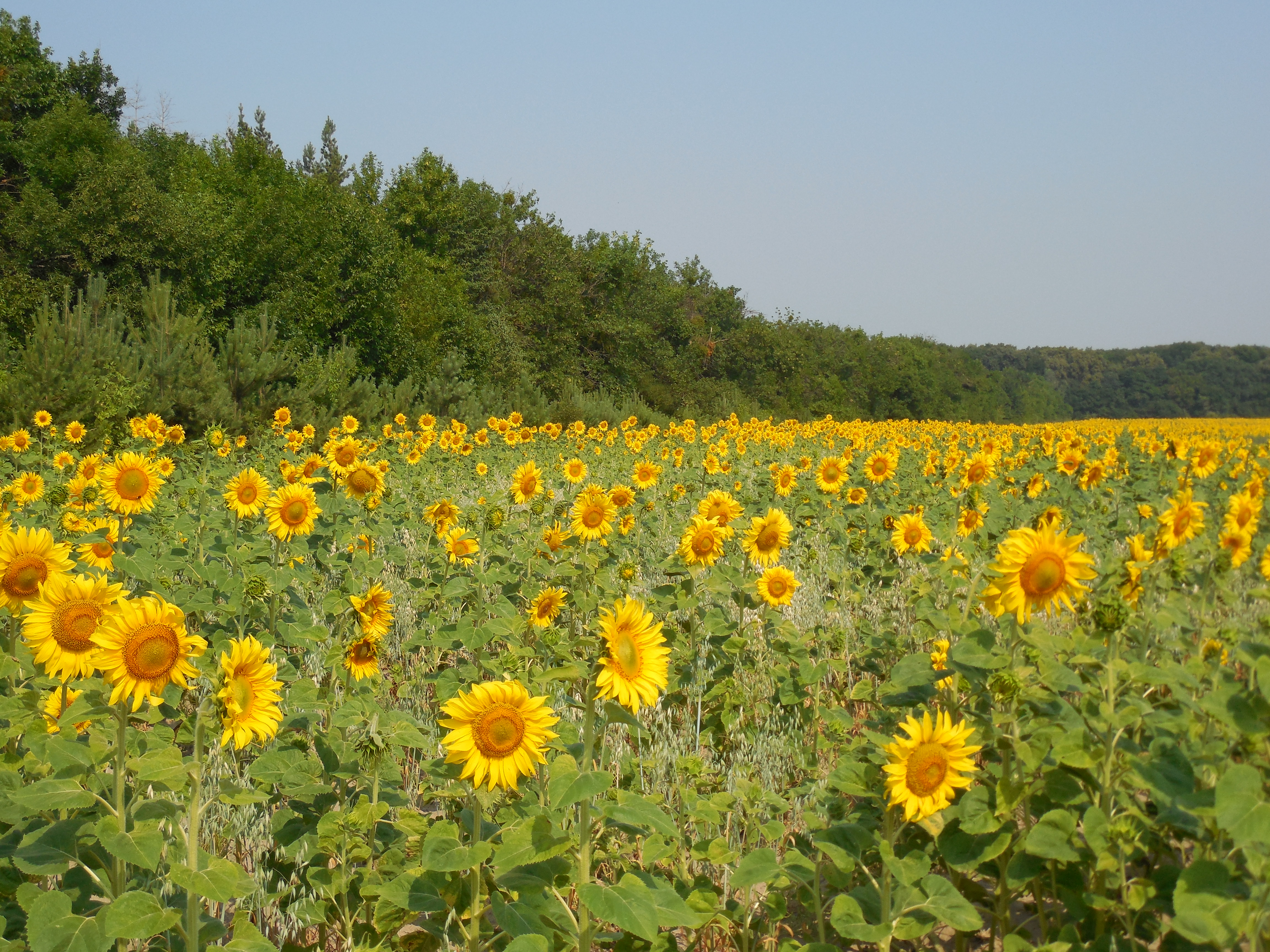
Соняшникове поле на околицях с. Миньківці
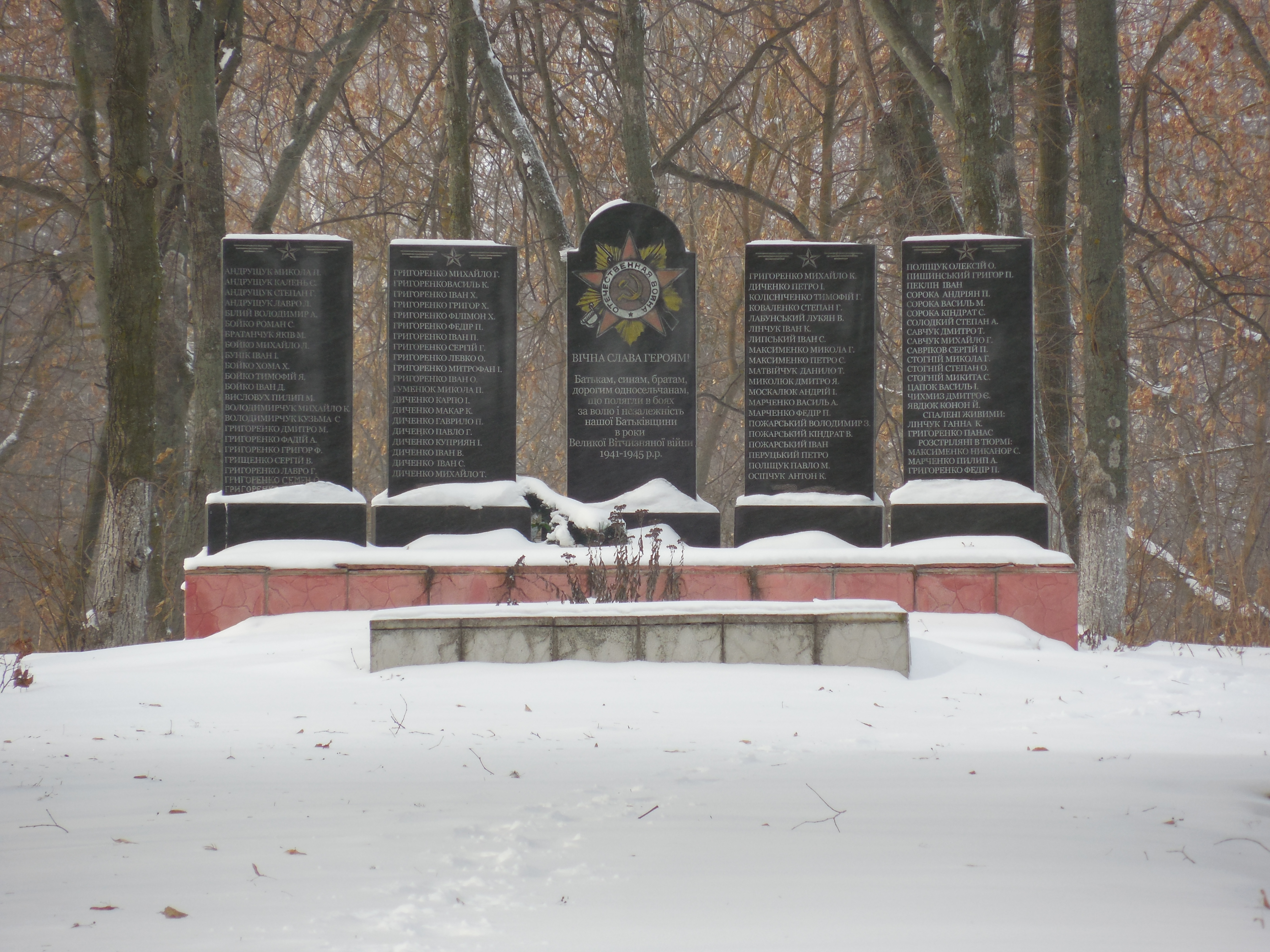
Пам'ятник загиблим односельчанам у 1941-1945 рр.
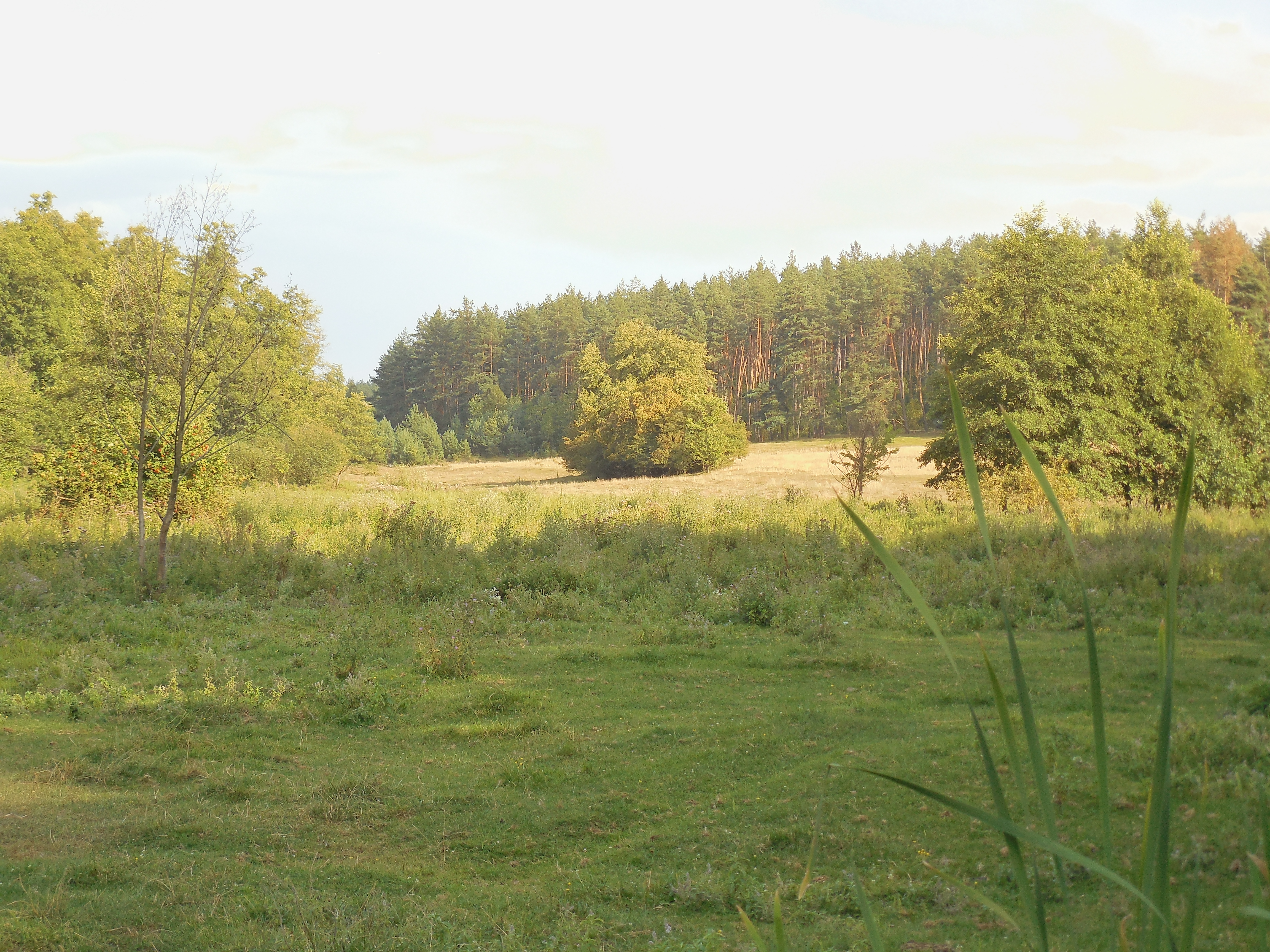
Урочище Шевчик (Межа трьох районів: Сквирського,Ружинського та Попільнянського)
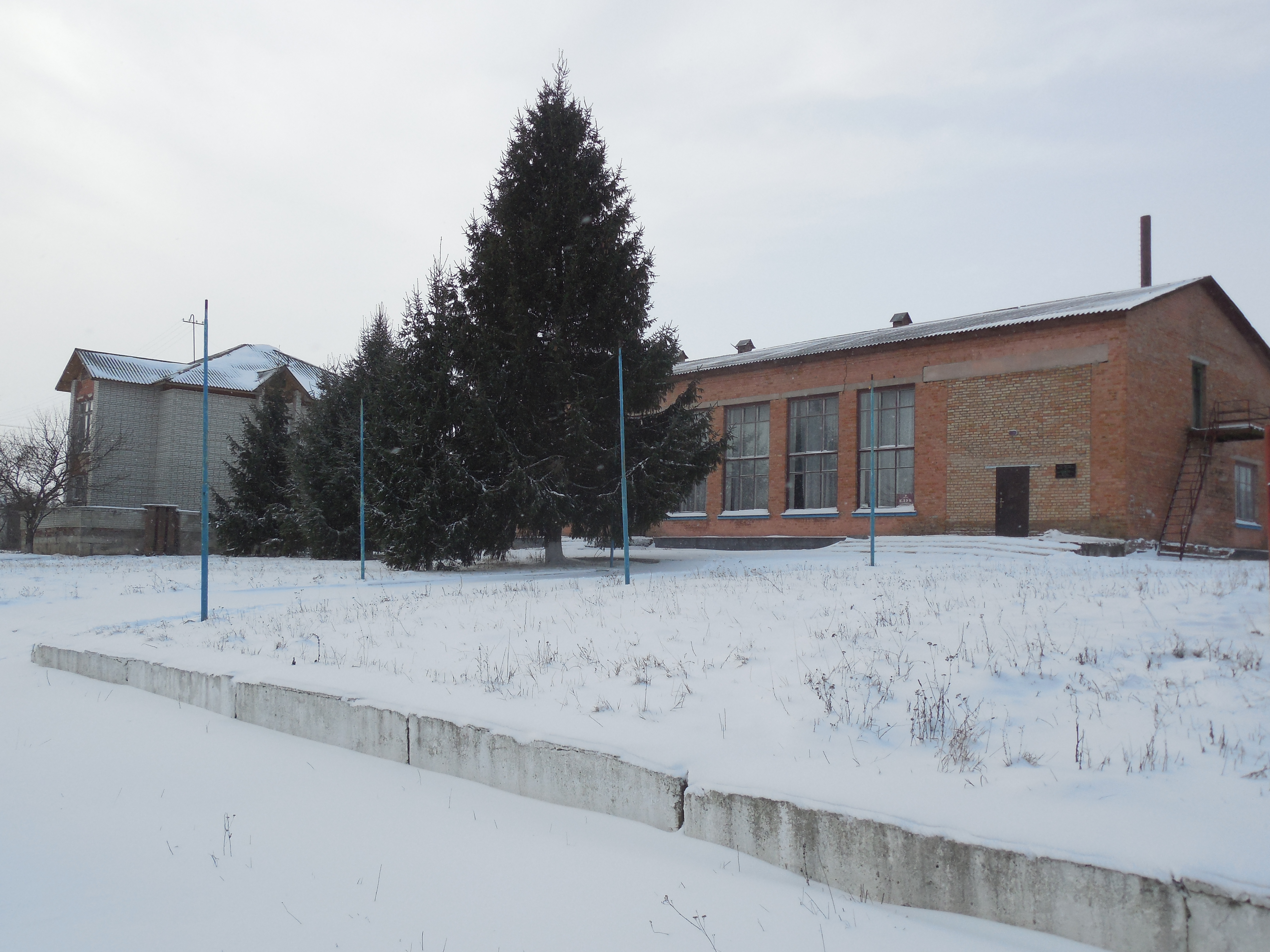
Відділення зв'язку та Будинок культури
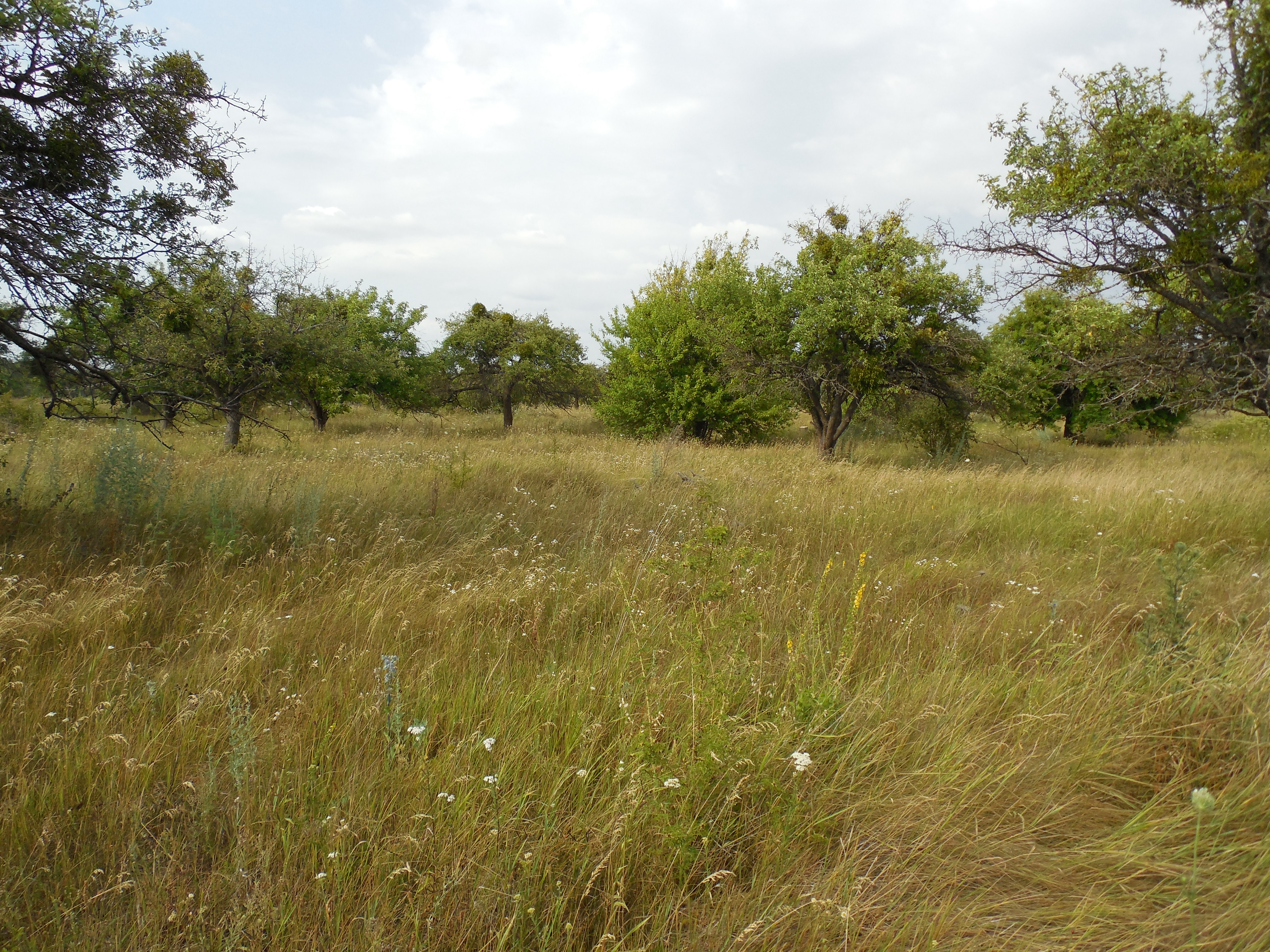
Старий яблуневий сад
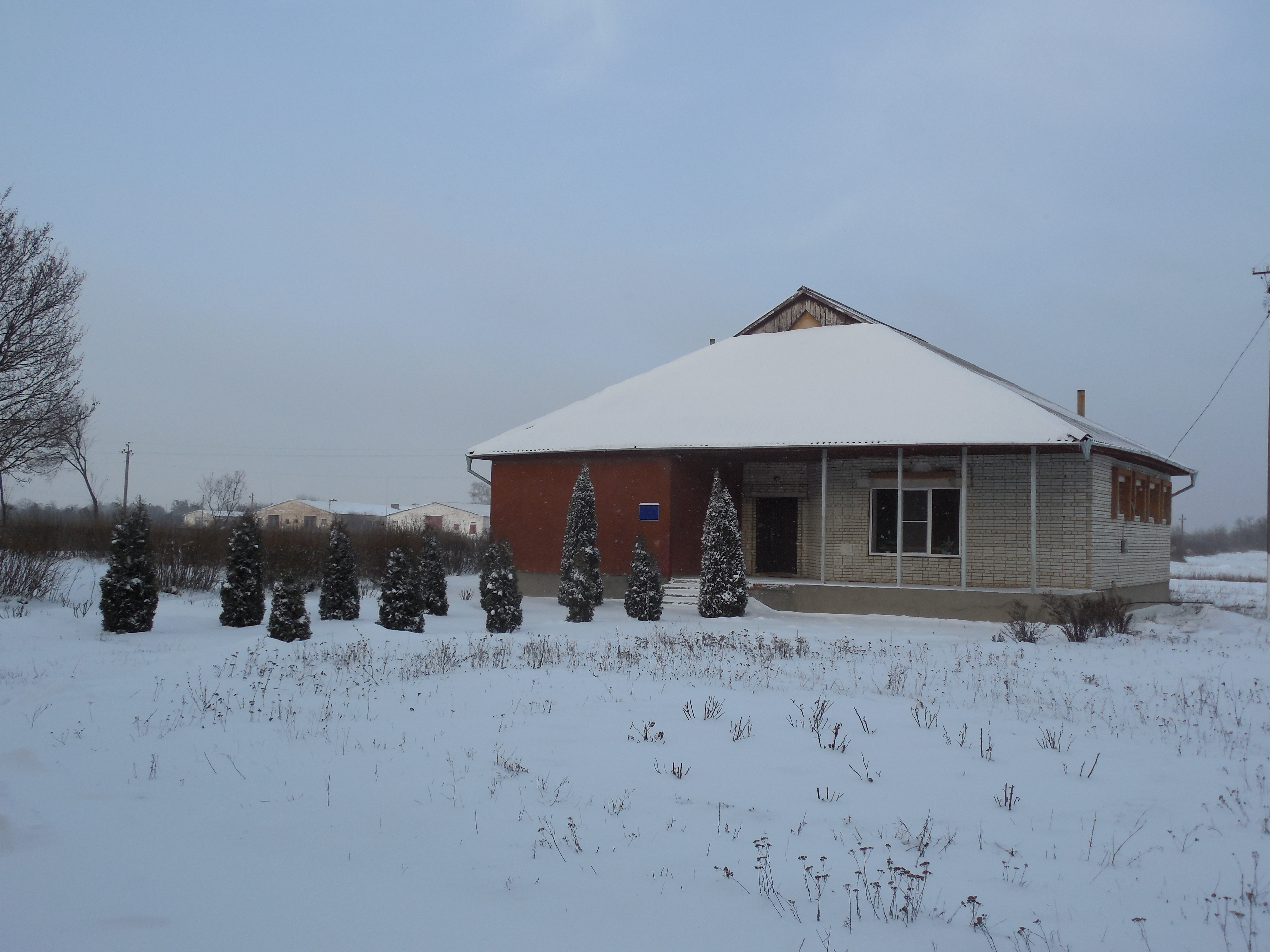
Молитовний дім церкви «Заповіт»
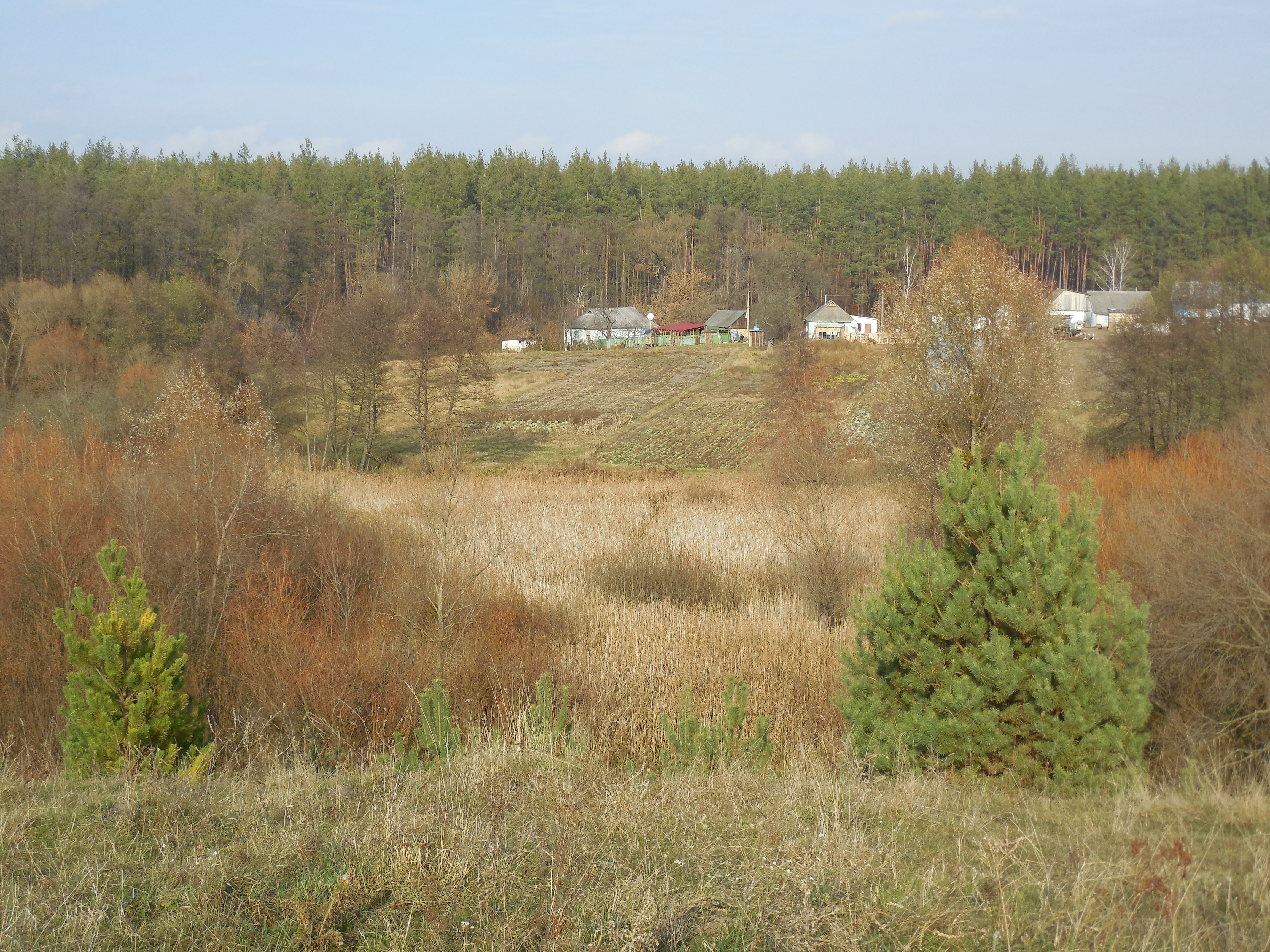
Миньківці. Сосновий ліс та вулиця Лісова.